# 鄭港村
鄭港村是浙江省湖州市吳興區織里鎮下轄的一個行政村，位於織裡鎮織西大橋北，南鄰織裡村，東鄰大港村，西靠淩家匯、秧石村，北與聯洋村接壤，全村總面積3平方公裏，全村總人口1755人，水田面積1680畝,旱地面積350畝，內塘面積300畝。  
全村總戶數412戶，1個村民委員會，1個居委會，劃分為14個小組，15個自然村。  
鄭港村2006年外來打工人口約為700人，全村有85%的村民自主經營個體私營服裝業及印花、繡花等加工產業，淨農戶15%主要從事農業發展，有西瓜、養蝦等特色產業，2006年度平均年收入為每人12500元。